# Financiamento climático nos Estados Unidos
O financiamento climático nos Estados Unidos envolve a mobilização de recursos públicos e privados para apoiar esforços de mitigação e adaptação às mudanças climáticas, com foco na alavancagem de mecanismos baseados no mercado, incentivos políticos e investimentos em energia limpa e iniciativas de resiliência para atingir metas climáticas nacionais e globais.
O financiamento climático nos Estados Unidos evoluiu significativamente nas últimas décadas, moldado por acordos internacionais, políticas internas e envolvimento do setor privado. A abordagem dos EUA ao financiamento climático se baseia na premissa de alavancar incentivos econômicos e mecanismos baseados no mercado para lidar com as mudanças climáticas.

## Compromissos financeiros dos EUA com o Acordo de Paris
Alguns compromissos financeiros estão incluídos na contribuição nacionalmente determinada dos EUA para o Acordo de Paris. Os EUA prometeram US$ 3 bilhões ao Fundo Verde para o Clima (GCF, na sigla em inglês), com o objetivo de apoiar projetos de mitigação e adaptação climática em países em desenvolvimento. Em 2016, os EUA já tinham contribuído com US$ 500 milhões. Os EUA se comprometeram a facilitar iniciativas de transferência de tecnologia e de capacitação para ajudar países em desenvolvimento a atingir suas metas climáticas. Isto incluiu assistência financeira e técnica sob o quadro mais amplo do Acordo de Paris.

## Resultados do financiamento climático dos EUA

### Atos políticos e legislativos
Os EUA promulgaram diversas leis-chave que apoiam o financiamento climático e o investimento em energia limpa. A Lei de Redução da Inflação (IRA, na sigla em inglês) de 2022 alocou US$ 369 bilhões em financiamento para energia limpa e iniciativas relacionadas ao clima. A IRA fornece créditos fiscais para o desenvolvimento de energia renovável, adoção de veículos elétricos e melhorias na eficiência energética. Representa um dos maiores investimentos climáticos da história dos EUA e visa impulsionar o investimento do setor privado em tecnologias de energia limpa. Créditos Tributários de Investimento e Produção (ITC e PTC, respectivamente, nas siglas em inglês) são usados há muito tempo nos EUA para promover o desenvolvimento de energia renovável. O ITC fornece um crédito fiscal significativo para investimentos em energia solar, enquanto que o PTC incentiva a produção de energia a partir de fontes renováveis como a eólica.

### Compromissos financeiros
Os EUA desempenharam um papel central na mobilização de financiamento climático, tanto nacional quanto internacionalmente. Os EUA prometeram inicialmente US$ 3 bilhões ao GCF, com o objetivo de ajudar nações em desenvolvimento a mitigar e se adaptar às mudanças climáticas. No entanto, este compromisso foi interrompido pela decisão do governo Trump de suspender novas contribuições após os 500 milhões de dólares iniciais. Por outro lado, os esforços de financiamento climático dos EUA foram reforçados pelo envolvimento do setor privado. Empresas como Microsoft, Amazon e Tesla assumiram compromissos significativos com a neutralidade de carbono e investimentos em projetos de captura de carbono e energia renovável. Além disso, instituições financeiras como a BlackRock comprometeram-se a aumentar os investimentos em tecnologias verdes.

### Resultados e impacto global
Os EUA têm sido líderes em mecanismos baseados no mercado, como os sistemas de limite e comércio de emissões, com iniciativas regionais como o programa de limite e comércio da Califórnia e a Iniciativa Regional de Gases do Efeito Estufa (RGGI, na sigla em inglês) a demonstrar a eficácia dos incentivos de mercado para reduzir as emissões de gases do efeito estufa.
Os EUA têm apoiado cada vez mais os mercados voluntários de carbono, onde as empresas podem comprar compensações de carbono para compensar suas emissões. Isto encorajou a inovação e o investimento em projetos de captura de carbono e de reflorestação.
Existe um apoio bipartidário para políticas financeiras relacionadas ao clima, particularmente no que diz respeito à resiliência das infraestruturas e à adaptação aos impactos climáticos.

## Desafios
Apesar desses avanços, os EUA enfrentaram desafios para manter políticas consistentes de financiamento climático, especialmente durante períodos de transição política. A retirada do governo Trump do Acordo de Paris em 2017 reduziu as contribuições dos EUA para o financiamento climático global e paralisou os esforços nacionais de redução de emissões.

### Nova entrada no Acodo de Paris
Em 2021, o governo Joe Biden entrou novamente no Acordo de Paris, comprometendo-se com metas climáticas mais ambiciosas, incluindo uma redução de 50-52% nas emissões até 2030 (comparado aos níveis 2005). Essa nova entrada revitalizou as contribuições estadunidenses para o financiamento climático internacional e reacendeu os esforços domésticos para cortar emissões.
Os EUA tomaram medidas substanciais para lidar com as mudanças climáticas por meio de compromissos políticos e financeiros. Após medidas na direção oposta por parte do governo Trump, os EUA retomaram o compromisso com as metas climáticas internacionais sob o governo do presidente Biden.

### Financiamento climático na Semana do Clima de Nova Iorque
Durante a Semana do Clima de Nova York de 2024, foi aplicado um foco significativo nos compromissos financeiros climáticos, com mais de 600 eventos realizados pela cidade. Os principais participantes deste evento incluíram investidores institucionais, bancos e seguradoras que discutiram o financiamento da transição para uma economia de baixo carbono e a ampliação dos investimentos em soluções de energia limpa.
Além disso, outras organizações realizaram sessões sobre mercados voluntários de carbono e seguro contra desastres como mecanismos essenciais para acelerar a ação climática por meio de ferramentas financeiras. As discussões também abordaram o aumento dos investimentos na conservação das florestas tropicais e a integração das considerações climáticas nas estratégias corporativas.
No geral, a Semana do Clima de Nova Iorque 2024 permitiu que líderes dos setores público e privado colaborassem em soluções para atingir as metas climáticas e preencher lacunas do financiamento necessário para a transição energética e os esforços de resiliência climática.